# Gare de Grand-Reng
La gare de Grand-Reng est une ancienne gare ferroviaire belge de la ligne 108, de Haine-Saint-Pierre à Erquelinnes, située à Grand-Reng, ancienne commune rattachée à celle d'Erquelinnes dans la province de Hainaut en région wallonne.
Mise en service en 1857 par la Compagnie du chemin de fer du Centre, elle ferme le 4 novembre 1962 aux voyageurs et en 1984 aux marchandises. Le bâtiment de la gare, qui a la particularité d'être issu de la reconstruction du premier bâtiment de la gare d'Haine-Saint-Pierre, a été transformé en habitation.

## Situation ferroviaire
Établie à 147 m d'altitude, la gare de Grand-Reng se situait au point kilométrique (PK) 18.4 de la ligne 108, de Haine-Saint-Pierre à Erquelinnes, entre la gare de Peissant (fermée) et celle d'Erquelinnes, en service sur la ligne 130A.

## Histoire
Une station aurait été mise en service à Grand-Reng le 2 août 1857 lorsque la Compagnie du chemin de fer du Centre met en service la ligne de Haine-Saint-Pierre à Erquelinnes. Visible sur les documents cartographiques et mentionné en 1869, cet arrêt qui se trouvait de l'autre côté du passage à niveau ne l'est plus au début de l'année 1874. Un rapport fait état de la mise en service par l’État belge d'une halte à Grand-Reng le 18 novembre 1874, ouverte au service des voyageurs et des bagages, qui devient une station à part entière en 1879, avec des facilités pour le déchargement des marchandises.
Le 7 mai 1885, à la station de Binche, on procède à l'adjudication pour le nouveau bâtiment des recettes de la station de Grand-Reng. Afin de réaliser des économies, l'ancien bâtiment de la gare de Haine-Saint-Pierre, construit vers 1857 par la Compagnie du Centre, est démonté et remonté à Grand-Reng en ajoutant une nouvelle construction servant de dépendances pour le chef de station.
Lorsqu'il exerçait les fonctions de gare à la croisée des lignes menant à Écaussinnes, Charleroi et Erquelinnes, cet édifice d'inspiration néoclassique était de plan symétrique avec la salle d'attente de troisième troisième classe dans une aile et celle des voyageurs de 1re et 2e classe dans l'autre avec au centre un pavillon plus large et plus haut contenant le bureau et à l'étage l'habitation du chef de station. En vertu des directives de 1880, cette disposition peu pratique est remodelée et le remontage à Grand-Reng de ce bâtiment se fera en combinant les deux ailes pour n'en faire qu'une de six travées — dont la largeur demeure inférieure à celle des bâtiments de gare des années 1880 — tandis que le corps de logis et sa nouvelle extension à toit plat se trouvent sur sa gauche. Le prix de l'ensemble des travaux était estimé à 12 835 francs grâce à la récupération des matériaux de la gare d'origine, un coût à mettre en comparaison des 21 450 fr. de la construction du bâtiment de la gare de Flénu-Produits
D'importants travaux d'aménagement ont lieu en 1902-1903. En 1905 on ajoute une halle à marchandises.
La section de Binche à Erquelinnes perd ses trains de passagers le 4 novembre 1962. La section entre Grand-Reng et Erquelinnes, ne voyant plus passer le moindre train, est démantelée en 1977. La desserte marchandises Grand-Reng prend fin en 1984 et la voie est démantelée.

## Patrimoine ferroviaire
Le bâtiment des recettes de la gare a été reconverti en logements. Il se présente sous la forme d'un édifice avec une aile de six travées (sept côté voies) et d'un corps de logis de style néoclassique à deux étages sous fronton. Une aile de service a été construite en 1885 et une halle à marchandises se trouve sur sa gauche. Une maison de garde-barrière du plan standard État belge se trouve à proximité.
Un incendie causa des dégâts au bâtiment en 2020. Une partie du bâtiment correspondant à la salle d'attente est mise en vente après l'incendie.